# Луан Эмера
Анн Эдвиж Мария Пешер (фр. Anne Edwige Maria Peichert; род. 26 ноября 1996, Энен-Бомон, Франция) — французская певица и актриса, выступающая под псевдонимом Луан Эмера (фр. Louane Emera), или просто Луан (фр. Louane). Представительница Франции на «Евровидении-2025», в финале заняла 7 место.

## Биография
Анн Пешер родилась во французском городе Энен-Бомон, расположенном в департаменте Па-де-Кале. Её отец, Жан-Пьер Пешер — француз польско-немецкого происхождения; мать, Изабель Пинто дос Сантос — бразильянка, родившаяся в Португалии. Анн имеет четырёх родных сестёр и одного брата.
В 2008 году Луан приняла участие в песенном конкурсе «L'École des stars», организованном французской телекомпанией «Direct 8».

## Карьера

### The Voice: la plus belle voix
В 2013 году, благодаря участию во втором сезоне The Voice: la plus belle voix, состоялся дебют Пешер. Во время прослушивания она исполнила песню «Un homme heureux» Уильяма Шеллера, и все четыре тренера — Флоран Паньи, Дженифер, Луи Бертиньяк и Гару повернули кресла. Она выбрала команду Луи Бертиньяка. Эпизод её «слепого прослушивания» транслировался 16 февраля 2013.
23 марта 2013, во время раунда музыкального противостояния, Пешер выступала со своей соперницей Дианой Еспир. Обе интерпретировали песню Ednaswap «Torn» (наиболее известна в исполнении Натали Имбрульи). Во время живых прослушиваний Пешер спела «Les moulins de mon cœur» Мишеля Леграна и была спасена благодаря голосованию. 27 апреля 2013 она исполнила «Call Me Maybe» Джепсен и её спас тренер-наставник. В следующем раунде Анн Пешер исполнила «Imagine» Джона Леннона — песню, посвященную её умершему отцу. Певица покинула проект в полуфинале, после исполнения «Quelqu'un m'a dit» Карлы Бруни. В сумме Пешер 74 балла, тогда как другой полуфиналист команды Луи Бертиньяка набрал 76. Соответственно, Луан оставила соревнования.
Все полуфиналисты и финалисты, вместе с Луан, приняли участие в туре The Voice по Франции.

### После The Voice
После её появления в «Голосе» её заметил Эрик Лартиґо и снял в фильме «Семейство Белье», в котором она сыграла роль 16-летней Паулы, которая является единственным человеком, который слышит в семье глухих людей. Персонаж поет ряд песен Мишеля Сарду, в частности «Je vole». Как следствие, она отмечена в номинации «Самая многообещающая актриса» на 40-й церемонии вручения кинопремии «Сезар».
5 февраля 2015 года она выступила на разогреве перед концертом Джесси Джей в Париже.
Её дебютный студийный альбом Chambre 12 вышел 2 марта 2015 года и имел большой успех. Её сингл «Avenir» также возглавил французские чарты.
В 2017 году её вокал прозвучал в треке «It Won’t Kill Ya» с дебютного альбома The Chainsmokers Memories...Do Not Open.
1 сентября 2021 года, она выпустила песню «Game Girl» для Pokemon 25.